# Ducado de Arévalo

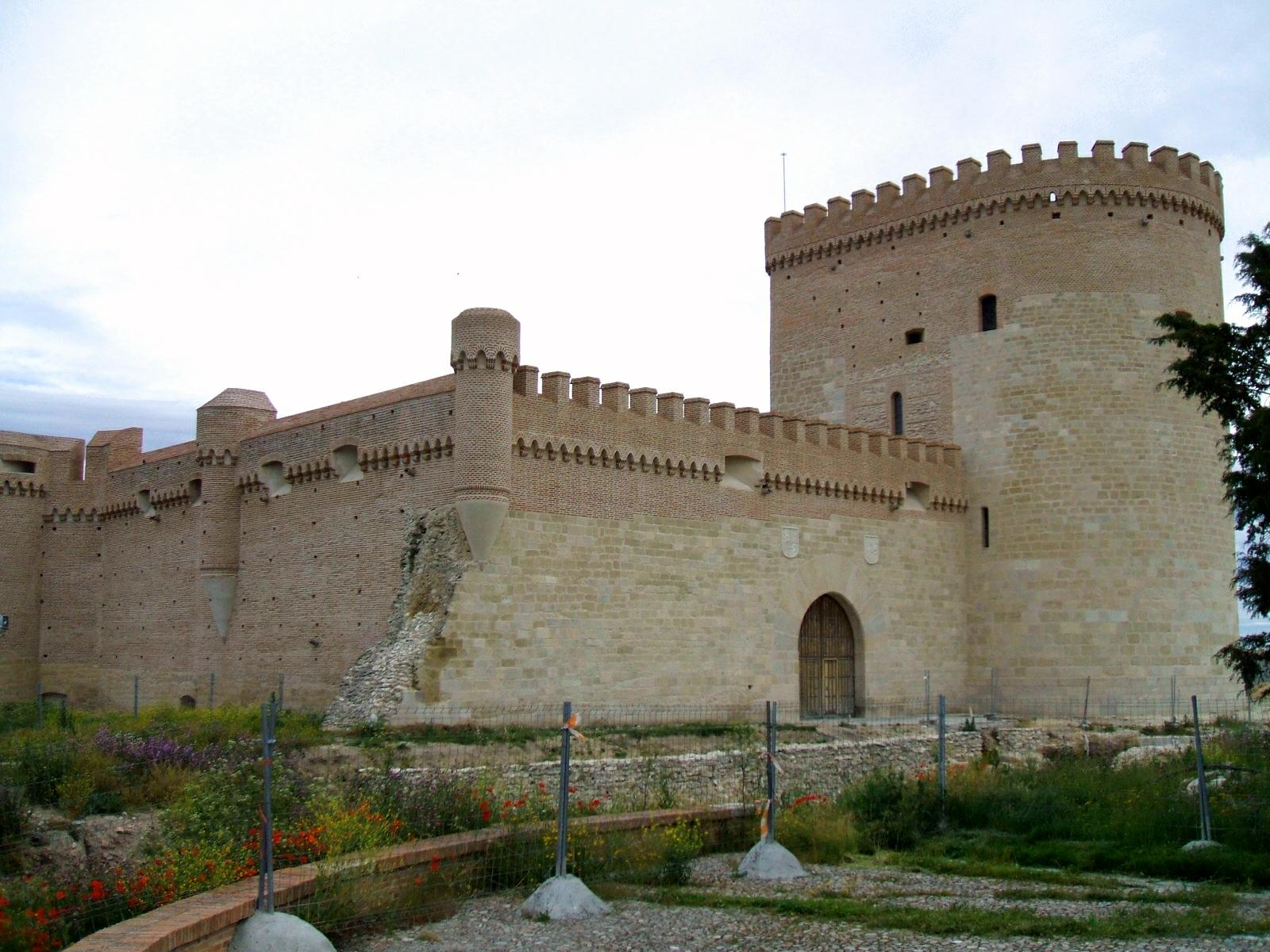
Castillo de Arévalo, entregado por Enrique IV a Álvaro de Zúñiga y Guzmán, junto con el Ducado de Arévalo.

El ducado de Arévalo es un título nobiliario español concedido por Enrique IV de Castilla el 20 de diciembre de 1469 a Álvaro de Zúñiga y Guzmán, II conde de Plasencia, III señor de Béjar y IV señor de Gibraleón, creado I duque de Plasencia en 1480 y I duque de Béjar en 1488.
Su nombre hace referencia a la villa de Arévalo, en la provincia de Ávila, cuyo castillo también fue entregado por Enrique IV al titular del ducado.

## Antecedentes
Álvaro de Zúñiga y Guzmán era hijo de Pedro de Zúñiga (antes Estúñiga o Stúñiga), I conde de Trujillo, I conde de Plasencia (título concedido por Juan II de Castilla en 1442, en compensación a su renuncia al condado de Trujillo), II señor de Béjar y señor de Ayamonte. Así mismo, Pedro de Zúñiga fue I conde de Ledesma, en 1429, título que tuvo que devolver a su antiguo propietario el infante Enrique de Aragón. Casó con Isabel de Guzmán y Ayala, III señora de Gibraleón, madre por tanto de Álvaro de Zúñiga y Guzmán.
Fue Álvaro de Zúñiga y Guzmán el heredero de ambos y les sucedió como II conde de Plasencia y III señor de Béjar, IV señor de Gibraleón. En la guerra por la sucesión al trono de Castilla, tomó partido por Juana la Beltraneja, hija de Enrique IV de Castilla lo que le valió la concesión del sucado de Arévalo y el condado de Bañares.
Más tarde, cambió de bando y apoyó la candidatura de la infanta Isabel, hermana de Enrique IV, lo que le valió que en 1485 los Reyes Católicos le concedieran el ducado de Béjar y le confirmaran en el condado de Bañares.